# 西山咲子
西山 咲子（にしやま さきこ、1981年6月16日 - ）は、神奈川県出身の日本の女優。所属事務所はアイトゥーオフィス、所属劇団はPU-PU-JUICE。

## 出演

### 舞台
- PU-PU-JUICE 第1回公演 JUICE（2006年）
- e-jackプロデュース ダーティーバード（2006年）
- Xmasワンナイト ONE NIGHT JACK（2006年）
- PU-PU-JUICE 第2回公演 唾と蜜（つばとみつ）（2006年、主演：大迫一平）
- Pu-Pu-Clicquot Rose Labal THE EQUINOX（2007年）
- PU-PU-JUICE 第3回公演 MARRIAGE BLUE PLANET（2007年、主演：大迫一平）
- PU-PU-JUICE 第4回公演 クロス（2007年）
- ゴールドジム主催 骨髄バンクチャリティーイベント（2008年）
- PU-PU-JUICE 第5回公演 R-18（2008年、主演：大迫一平）
- レッドフェイスプロデュース 朗読劇 東京の王様（2008年）
- PU-PU-JUICE 第6回公演 妄想協奏曲（2008年、主演：大迫一平）
- PU-PU-JUICE 第7回公演 汚れたアヒル（2009年）
- レッドフェイスプロデュース 吟子（2009年）
- PU-PU-JUICE 第8回公演 新・罪と罰（2009年、主演：いしだ壱成）
- PU-PU-JUICE 第9回公演 パニ☆ホス（2009年、主演：加賀美早紀）
- GOKAN。第16回公演 カタルシス（2010年）
- PU-PU-JUICE 第10回公演 結婚狂想曲（2010年、主演：浅見れいな）
- PU-PU-JUICE 第1回ガールズ公演 女子高（2011年）
- PU-PU-JUICE 第11回公演 奇跡の男（2011年）
- PU-PU-JUICE 夏の笑劇 5部作 R18（2013年）
- PU-PU-JUICE 夏の笑劇 5部作 女子高（2013年）
- PU-PU-JUICE 夏の笑劇 5部作 パニ★ホス（2013年）
- PU-PU-JUICE 夏の笑劇 5部作 奇跡の男（2013年）
- PU-PU-JUICE 夏の笑劇 5部作 田所千夏の大逆襲（2013年）
- PU-PU-JUICE 第19回公演 青い十字架（2013年）
- トライストーン・アクティングラボpius　tadpole（2014年）
- 劇団PATHOS PACK 第13回公演 ハイキングフォーヒューマンライフ2014（2014年）
- PU-PU-JUICE 第20・21回公演 竜馬が生きる / 竜馬を殺す（2014年）
- pu-pu-juice 第22・23回公演 兵隊日記 タドル / 兵隊日記 ツムグ（2015年）
- 東日本大震災5周年特別舞台公演 RADIO311（2016年）
- PU-PU-JUICE 第24回公演 10周年特別公演 青い十字架（2016年）
- Nana プロデュース 第6回公演 追憶（2017年）
- PU-PU-JUICE 第25回公演 フェイクニュース（2017年）
- PU-PU-JUICE 特別公演 第7弾 教室～君のおっぱいを触れたら死んでもいいと思っていたあの頃～（2018年）
- 70億分の1の恋〜告白実行委員会〜（2019年）
- カーコンビニ倶楽部Presents PU-PU-JUICE 第26回公演 新・罪と罰（2019年）
- Nana プロデュース 第10回公演 女は過去でできている（2019年）
- PU-PU-JUICE 第28回公演 オジさん、劇団始めました。（2020年）
- PU-PU-JUICE 第29回公演 フェイクニュース（2021年）
- RISU PRODUCE vol.28 笑いの神様へ（2023年）[2]
- PU-PU-JUICE 第30回公演 革命の家（2025年）[3]

### 映画
- くもり、のち、スノーブリザード（2007年公開、監督・脚本：久米伸明）
- サムライダッシュ（2011年製作/2013年公開、監督・脚本：山本浩貴）
- さとるだよ（2015年公開、監督：谷健二） - 講師・佐藤 役
- 女子高（2016年公開、監督・脚本：山本浩貴）
- おみおくり（2018年公開、監督：伊藤秀裕）
- あの日のオルガン（2018年製作/2019年公開、監督：平松恵美子）
- 金木犀の午後（2019年公開、監督：今西裕子）
- 太陽の家（2020年公開、監督：権野元）

### テレビ番組
- やぐちひとり©携帯シネマフェスティバル イン カンヌァ！「不法恋愛」（2007年、テレビ朝日）
- NHKスペシャル 未解決事件 追跡プロジェクト（2015年、NHK総合テレビ）

### テレビドラマ
- あり得ない! 第6話（2010年、毎日放送）
- 日曜劇場 JIN-仁- 完結編 第10話（2011年、TBS）[4]
- 聖母・聖美物語 第51話（2014年、東海テレビ）[4]
- 不便な便利屋 第5話（2015年、テレビ東京）
- 男と女のミステリー時代劇 牢の女（2016年、BSジャパン） - まつ 役
- この声をきみに 第4話（2017年、NHK総合テレビ）[4]
- 科捜研の女 SEASON 17 第7話（2017年、テレビ朝日）

### ネット配信ドラマ
- Dの記憶（2014年、YouTube） - しずか 役[5]
- ガキ☆ロック〜浅草六区人情物語〜 第3話（2017年、Amazonプライム・ビデオ）

### CM
- NTTドコモ ウェブCM・店頭CM「docomo id ムービー」（2010年）